# Hălmăsău
Hălmăsău – wieś w Rumunii, w okręgu Bistrița-Năsăud, w gminie Spermezeu. W 2011 roku liczyła 275 mieszkańców.